# Wagshurst
Wagshurst ist ein Stadtteil der großen Kreisstadt Achern im nördlichen Ortenaukreis, am Rande des Schwarzwaldes im Oberrheingraben.
Ortsvorsteher von Wagshurst ist aktuell Gerd Boschert.

## Geschichte
Wagshurst ist wahrscheinlich ein Dorf alemannischen Ursprungs. Franken erkämpften die Herrschaft über Wagshurst. Im Jahr 1070 wurde das Dorf von den Franken an den Bischof von Straßburg vergabt. Von da an blieb Wagshurst bis zum Frieden von Lunéville 1801 beim Hochstift Straßburg. Am 28. Oktober 1136 bestätigte Papst Innozenz II in einer Bulle, dass die Abtei Schuttern in Wageshurst einige Realitäten und Einkünfte besaß. Dies gilt als erste urkundliche Erwähnung Wagshursts. Später hatte auch das Kloster Allerheiligen Grundbesitz. 1383 wurde eine Burg, genannt der Weiher, erwähnt. Erst 1803 ging Wagshurst an Baden über. Ab 1809 war Wagshurst selbstständige Gemeinde, die bis 1972 verschiedenen Bezirksämtern unterstellt war. Wagshurst gehörte zunächst zum Amtsbezirk Appenweier und kam 1819 zum Amtsbezirk Achern. Bei der Auflösung des Amtsbezirks Achern 1924 kam Wagshurst wie auch die anderen heutigen Stadtteile Acherns zum Bezirksamt Bühl sowie 1939 zum Landkreis Kehl. Am 1. Januar 1973 wurde Wagshurst im Rahmen der Gebietsreform in Baden-Württemberg in die Stadt Achern eingegliedert.

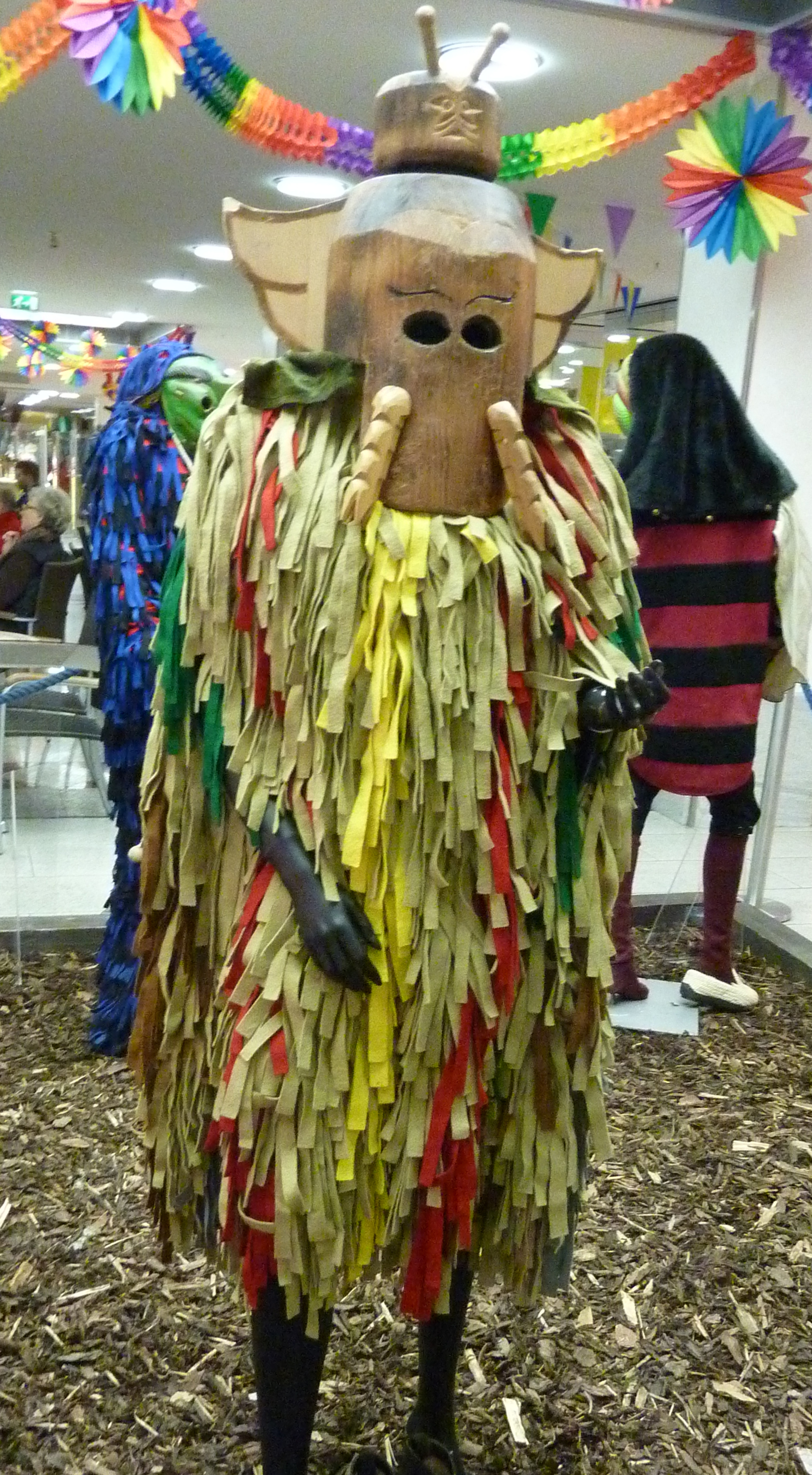
Häsfigur des Narrenvereins Houmock e.V.

## Ortsname
Das Suffix -hurst bedeutet so viel wie Gesträuch, Gebüsch Hecke etc. Diese Ortsendung ist im Raum südlich der Murg in der Umgebung Bühls und Achers verhäuft, stammt aber vermutlich aus Niedersachsen, was sich daran erkennen lässt, dass diese Ortsendung dort noch viel häufiger ist. Es wird daher vermutet, dass sächsische Siedler, die durch Zwangsumsiedlungen in die Gegend kamen, die Endung mitbrachten.
In verschiedenen Urkunden seit 1136 ist Wagshurst in verschiedensten Schreibweisen zu finden, wie etwa „Wageshurst“ (1136), „Wahsseshurst“ (1233) oder auch „Wagshurst“ (1550).
Der Ortsname Wagshurst bedeutet vermutlich etwa so viel wie der „Hurst des Wago“.